# 教育哲学会
教育哲学会（きょういくてつがくかい、英名 Japanese Society for the Philosophy of Education）は、教育哲学の発展と普及を図るため1957年に設立された学会。
事務局を東京都文京区本郷7-3-1東京大学大学院教育学研究科内に置いている。　
　

## 事業
- 研究発表会の開催、機関誌・会報の発行、資料の蒐集・整理・刊行、他の研究団体との連絡など[1]

## 機関誌
- 『教育哲学研究』